# غروسهانسدورف
غروسهانسدورف هي بلدية في مقاطعة ستورمارن، في ولاية شليسفيج هولشتاين الألمانية. تقع هذه البلدية على بعد حوالي 3 كم شرق آرينسبورغ ، و25 كم شمال شرق هامبورغ .